# 가을의 리듬 (넘버 30)
가을의 리듬 (넘버 30)(Autumn Rhythm (Number 30))은 잭슨 폴록이 그린 추상표현주의의 대표적인 그림이다. 현재 뉴욕 메트로폴리탄 미술관에 소장 중이다. 잭슨 폴록의 1947~1952년 액션 페인팅 작품 중 가장 유명한 작품으로 평가된다. 작품 아래에는 잭슨 폴록의 사인이 쓰여 있다.

## 제작 과정
가을의 리듬 (넘버 30)은 1950년 가을 잭슨의 스튜디오에서 제작되었다. 1951년 11월과 12월에 열렸던 베티 파슨스의 화랑에 전시하고자 만들었다. 잭슨 폴록은 그의 스튜디오 바닥에 언프라임드 캔버스를 눕히고 그 위에 페인트 캔 통째로 페인트를 들이 붓거나 붓에 물감을 묻혀 드립하거나 나무 작대기로 페인트를 저어가면서 물감을 부었다. 가로 266.7cm, 세로 525.8cm로 잭슨 폴록의 가장 큰 작품이었다.
가을의 리듬 (넘버 30)의 제작 과정은 한스 나무스가 다큐멘터리로 일부분 담았다.